# Villers-le-Sec (Alta Saona)
Villers-le-Sec è un comune francese di 545 abitanti situato nel dipartimento dell'Alta Saona nella regione della Borgogna-Franca Contea.

## Società

### Evoluzione demografica
Abitanti censiti